# Òliba banyuda oriental
L'òliba banyuda oriental (Phodilus badius) és un ocell rapinyaire nocturn de la família dels titònids (Tytonidae). Habita el sud i nord-est de l'Índia, Myanmar, sud de la Xina, Hainan, Indoxina, Arxipèlag Malai i localment a les Filipines. El seu estat de conservació es considera de risc mínim.
Anteriorment Phodilus assimilis era considerat una subespècie de Phodilus badius.